# Parti national anti-réélectionniste
Le Parti national anti-réelectionniste (en espagnol, Partido Nacional Antireeleccionista) fut un parti politique créé en 1909 par Francisco I. Madero pour participer à l'élection présidentielle de 1910. 
Francisco Madero dirigeait l'opposition à Porfirio Díaz : il publia en 1908 son ouvrage La sucesión presidencial en 1910, dans lequel il analysait la situation politique et appelait à la démocratisation du système politique. Il entreprit une tournée pour inciter à la création de clubs anti-réelectionistes.
Le 22 mai 1909, à l'instigation de Madero et d'Emilio Vázquez Gómez, fut créé dans la ville du Mexico le Parti national anti-rréelectioniste, qui se substitua au "Club anti-rréelectioniste du Mexique", fondé quelques jours auparavant.
Les objectifs principaux du parti étaient la défense de la démocratie (le suffrage effectif. Pas de réélection), l'observance stricte de la Constitution, des libertés municipales et le respect des garanties individuelles.
Le parti présenta comme candidat à la présidence Francisco I. Madero et pour la vice-présidence à Francisco Vázquez Gómez. Madero fut arrêté et incarcéré à San Luis Potosi, sous les chefs d'inculpation de rébellion et outrage aux autorités. Madero parvint à s’enfuir aux États-Unis, où il rédigea le plan de San Luis qui déclencha la révolution mexicaine. Porfirio Díaz fut réélu largement. Lors des élections qui suivirent, en 1911, après la chute de Diaz, Madero, qui avait entre-temps dissout le PNA pour former le Parti constitutionnel progressiste, fut largement élu président de la République.
L'avocat et philosophe révolutionnaire José Vasconcelos se présenta contre Pascual Ortiz Rubio lors de l'élection présidentielle de 1929 sous l'étiquette du PNA. Il fut sèchement battu par le candidat du Parti national révolutionnaire (futur Parti révolutionnaire institutionnel, alors en passe de se confondre avec l'État mexicain et n'hésitant à user de fraude électorale pour se maintenir), ne recueilli que 5 % des suffrages.